# Проскурина, Наталья Андреевна
Ната́лья Андре́евна Проску́рина (19 февраля 1990, Пушкино) — российская гребчиха-байдарочница, выступает за сборную России с 2006 года. Серебряная и бронзовая призёрша чемпионатов мира, многократная победительница национальных и молодёжных первенств. На соревнованиях представляет Московскую область, мастер спорта международного класса.

## Биография
Наталья Проскурина родилась 19 февраля 1990 года в городе Пушкино, Московская область. Активно заниматься греблей начала в возрасте десяти лет, проходила подготовку под руководством тренера И. В. Зубалий. По юниорам становилась чемпионкой России, попадала в финалы молодёжных первенств Европы и мира. Начиная с 2006 года вошла в состав взрослой национальной сборной, где тренировалась у таких специалистов как В. Н. Семенихин и Г. Марусов.
Первого серьёзного успеха добилась в 2010 году, когда на чемпионате мира в польской Познани завоевала бронзовую медаль в программе эстафеты 4×200 м. Год спустя в той же дисциплине получила серебро на мировом первенстве в венгерском Сегеде. В сезоне 2013 года выиграла серебряную медаль на молодёжном чемпионате мира в Ниагаре, среди четырёхместных байдарок на дистанции 500 метров, а также бронзовую на взрослом чемпионате мира в немецком Дуйсбурге — в эстафете (в одной команде с Натальей Подольской, Еленой Поляковой и Наталией Лобовой). Помимо этого приняла участие в летней Универсиаде в Казани, в двойках выиграла бронзу на двухстах метрах, в четвёрках добилась серебра на пятистах.
Имеет высшее образование, окончила Московскую государственную академию физической культуры. За выдающиеся спортивные достижения удостоена почётного звания «Мастер спорта России международного класса».